# Service-level agreement
Service-level agreement (SLA) je termín, který označuje smlouvu sjednanou mezi poskytovatelem služby a jejím uživatelem. Většinou se SLA týká oblasti IT. Poměrně obšírně se tématem poskytování IT služeb zabývá metodika ITIL. Každé prodání (poskytnutí) produktu (software, služby, výrobku,…) je provedeno zároveň s definicí toho produktu. Tato definice by měla uživateli i výrobci vymezit jasná pravidla, jak se o produkt dále starat, jak jej používat a jeho cenu. Například se jedná o záruku na produkt, běžné užití produktu, k čemu je produkt určen, kolik produkt stojí, apod.

## Obecný přehled
Každá koupě znamená pro prodejce i kupujícího povinnost plnění podmínek smlouvy. Důležitá je zejména specifikace produktu, zvláště když produkt není hmotný, ale jedná se o nějakou službu (například rozvoz pošty). Obě strany obchodní transakce by měly znát svá práva a své povinnosti při využívání dodaného produktu.
Kromě SLA je důležitý i termín operation-level agreement (OLA), který znamená vlastně totéž, co SLA, ale jeho zaměření je dovnitř organizace zajišťující chod služby. Jedná se tedy o smlouvu mezi prodejci služby a techniky zajišťující její provoz.
Další termín mající blízký vztah k SLA je service-level declaration, což je SLA tam, kde není pořádný protějšek na straně zákazníka. Může se tedy jednat například o přepravní řád MHD.

## Doporučený obsah smlouvy o službě
Smlouva SLA podle metodiky ITIL definuje hlavně:
- Strany kontraktu – kdo dodává/poskytuje a kdo odebírá
- Popis služby – co je předmětem kontraktu (co přesně se prodává)
- Rozsah ujednání – jaká témata vztahující se k produktu smlouva pokrývá a jaká ne
- Jak dlouho bude služba poskytována, kdy bude dostupná a jaké bude mít maximální výpadky – tedy jakou kvalitu služby si kupující platí. Například: "Služba bude poskytována 2 roky. První týden po zakoupení funguje v režimu 24/7, potom pouze 12/7, MTBF bude 1 měsíc a bude mezi třemi nejlepšími na trhu."
- Uživatelská podpora, kontakty a eskalační mechanismus – specifikace interakce mezi prodejcem a kupujícím, jak se kupující dobere pomoci
- Výkon služby – jak dobře služba funguje. Například: "Při 600 MB paměti RAM program naběhne do 10 sekund."
- Správa změn, zabezpečení a návaznost služby – za jakých podmínek se služba může změnit, nutné podmínky bezpečnosti služby (například jak složitá mají být hesla pro různé druhy přístupu), budoucí výhled vývoje služby (za jak dlouho bude třeba vyvinut nový produkt, co se stane při výbuchu sopky, …)
- Odpovědnost – kdo má na straně prodejce i zákazníka za co zodpovědnost (např. opravení problému versus nahlášení problému)
- Cena služby – kolik peněz bude služba stát nebo jaké a kdy se poskytne protiplnění
- Revize a metriky služby – jaké parametry služby se sledují a za jakých podmínek (kdy a s kým) probíhá případná revize parametrů služby
- Vysvětlení pojmů – slovníček, který může být potřeba v případě používání zkratek nebo příliš technických termínů
- Dodatky ke smlouvě – jestliže se smlouva upravuje nebo se k ní vztahují nějaké externality, je potřeba to uvést